# Невена Лепојевић
Невена Лепојевић (Крагујевац, 1984) српски је оперски сопран и музички педагог.

## Биографија
Рођена 13. јуна 1984. године у Крагујевцу, где завршава нижу и средњу музичку школу на одсеку соло певања. Дипломирала је 20. маја 2010. године у класи професора Радмиле Бакочевић.
Током студирања на одсеку соло певања освојила је награде на такмичењима у Београду, Нишу, Алексинцу, Руми.
Покренула је 2021. године свој лични портал у сарадњи са Стефаном Свичевићем, где води лични блог.
Тренутно пише књигу која ће бити објављена за инострано тржиште, уз велику подршку групе људи који цене њен рад.

### Каријера
Имала је учешће на премијери прве српске Опере на Уранку 2008. и 2009. године у Крагујевцу. Певала улогу Елизете у опери Тајни Брак од Доменика Чимарозе у склопу оперског студија код професора Александра Спасића 2009. године у Крагујевцу.
Камерно изводила и арије код професора Борислава Чичовачког – арија Баха Seele, deine Specereien уз клавирску пратњу и пратњу флауте и дует La Pesca од Росинија уз клавирску пратњу. Даље усавршавање наставила је после завршене музичке академије на одсеку соло певања код оперског певача Александра Маневског, првака Београдске опере.
Наступала је и као солиста 20. марта 2015. године у Народној библиотеци „Вук Караџић” у Крагујевцу са посебним програмом руске песме и руске романсе. Певала је најпознатије руске романсе као што су Как молоды мы были, затим Очи черные, Подмосковные Вечера, уз пратњу корепетиторке Ане Стојановић.
Наступала је 29. маја 2015. године у Народној библиотеци „Вук Караџић” у камерном саставу виолина Борис Баталовић и клавир Ана Стојановић. Изводила арију од Баха - Quia Respexit, такође певала песму Summertime од Џорџа Гершвина. Певала и џез стандарде Еле Фицџералд и филмску музику.
Наступала 21. септембра у Свечаној сали Прве крагујевачке гимназије као вокални солиста са својом колегиницом Далидом Грмуша и изводила њену композицију Freedom. Имала је концерт у сали Ректората Универзитета Крагујевац дана 21. фебруара 2018. године, када је изводила ауторске арије истоимене пијанисткиње и композиторке.
Од 2016. године са ансамблом Ехо Одисеја из Београда наступа као вокални солиста.
Наступала је са својим Вокалним Ансамблом у Културном центру Чукарица у Београду и изводила арију O mio babbino carо од Ђакома Пучинија уз музичко извођење Phantom of the Opera од Ендруja Лојд Вебера и мјузикле.
Од јуна 2016. до априла 2020. године радила је у фирми Цен Трир - Центар за равномерни регионални развој, као консултант за уметничке пројекте. Такође радила је на замени као наставник музичке културе у ОШ Милутин и Драгиња Тодоровић у Крагујевцу и у Средњој школи „Никола Тесла” у Баточини.
Усавршавање вокалне технике певања - Мастер класа, код оперске диве Luciana Serra, јун 2016. године у Швајцарској, у Лугану.
У Руми је имала наступе са Оперским репертоаром Pace, pace mio Dio од Вердија - улога Леоноре, арија Voi lo sapete, O mamma, певала улогу Сантуце. Са тим истим оперским репертоаром наступала је и 10. маја у Културном центру Чукарица укључујући и дует Ciel Mio padre. Извођење дуета је имала са својим колегом баритоном Вељком Лојаницом, дует Аиде и Амонасра од Вердија - трећи чин – сцена на Нилу (певала улогу Аиде).
У јуну 2019. године наступала је на Галерији Општине Врачар – Ревија оперских дуета, арија, наполитанских и руских песама, затим јун 2020. године у Центру за културу „Влада Дивљан” Београд – Концерт под називом Лепота је у свести посматрача.
У фебруару 2019. године наступала је у Универзитетској галерији у Крагујевцу, у организацији Музичког центра, у оквиру концерта Бескрајна пространства - вече ауторске музике, заједно са Далидом Грмушом (клавир).